# Fares Al-Ayyaf
Fares Al-Ayyaf (en árabe: فارس العياف‎; Casim, 1 de marzo de 1992) es un ex-futbolista saudí que jugaba en la demarcación de centrocampista.

## Selección nacional
Hizo su debut con la selección de fútbol de Arabia Saudita el 21 de marzo de 2019 en un encuentro amistoso contra Emiratos Árabes Unidos que finalizó con un resultado de 2-1 a favor del combinado emiratí tras el gol de Abdulfattah Adam para Arabia Saudita, y de Bandar Al-Ahbabi y Ali Mabkhout para Emiratos Árabes Unidos.

## Clubes
| Club           | País           | Año       | Partidos | Goles |
| -------------- | -------------- | --------- | -------- | ----- |
| Al Raed FC     | Arabia Saudita | 2014-2018 | 77       | 1     |
| Al-Hazem FC    | Arabia Saudita | 2018-2020 | 29       | 1     |
| Al-Bukiryah FC | Arabia Saudita | 2020-2022 | 17       | 0     |